# Sven Aggesen
Sven Aggesen (fornavnet staves også Svend, efternavnet også Aagesen, Aggesøn, Agessøn; latin: Sveno Aggonis) var en dansk historiker fra det 12. århundrede.

## Liv og virke
Aggesen blev formentlig født mellem 1140 og 1150. Af de historikere, som vi kender navnet på, var han den tidligste til at forsøge at skrive en sammenhængende danmarkshistorie: Brevis Historia Regum Dacie (den anonyme Roskildekrønike er dog skrevet nogle årtier tidligere end Aggesens værk).
Sven Aggesen kom ud af en adelig familie og var angiveligt efterkommer af sagnhelten Palnatoke, samt tip-tip-tip-tip-tip-oldebarn af den danske konge Svend Tveskæg. Hans oldefar var hirdmanden Svend Thrugotsen, og hans onkel var ærkebiskop Eskil af Lund. Aggesen blev sandsynligvis uddannet på et kloster i Danmark, men hans store viden om antikken og navnlig de latinske historikere viser, at han må have modtaget yderligere undervisning i udlandet.
Det er uvist, hvorvidt Sven Aggesen kendte den samtidige danske historiker Saxo Grammaticus, men i Brevis Historia Regum Dacie kalder han Saxo sin contubernal (= hirdfælle).
Selv om Sven Aggesen – i lighed med sine forfædre – stod i tjeneste hos Valdemar den Store og senere Knud 6., fandt han også tid til at skrive en række værker:
- Lex Castrensis (skrevet 1181-82) – en latinsk genskrivning af Vederloven,[3] dvs. hirdskråen (reglerne for kongens hirdmænd).
- Genealogia Regum Dacie (ukendt årstal) – Danmarks kongerække.
- Brevis Historia Regum Dacie (1186-87) – en gennemgang af Danmarks historie fra ca. 300 til 1185.

## Udgivelser
Svend Aggesens danmarkshistorie har været udgivet flere gange:
- første gang i 1642 på latin af Stephanius, professor i Sorø.
- anden gang i 1772 af Jacob Langebeck (de facto et genoptryk af 1642-udgaven).
- tredje gang i 1807 af professor Odin Wolf i tidsskriftet Iris, oversat til dansk.[4]
- fjerde gang i 1842 af R.Th. Fenger på dansk og ledsaget af kommentarer.